# Abominable
Abominable è un film statunitense del 2006, diretto da Ryan Schifrin.

## Trama
Un incidente stradale sconvolge la vita di un uomo, facendo perdere la vita a sua moglie e costringendolo a rimanere su una sedia a rotelle. Alcuni mesi dopo l'incidente decide di tornare nella sua casa in montagna con il suo infermiere, ma dopo alcuni notti scopre che nella foresta vive una creatura mostruosa che divora le persone. Dovrà cercare così non solo di mettersi in salvo, ma anche di avvertire le ragazze che abitano nella casa accanto.